# Douglas Lake Indian Reserve 3
Douglas Lake Indian Reserve 3 är ett reservat i Kanada.   Det ligger i provinsen British Columbia, i den södra delen av landet, 3 300 km väster om huvudstaden Ottawa. Douglas Lake Indian Reserve 3 ligger vid sjön Douglas Lake.
Trakten runt Douglas Lake Indian Reserve 3 består i huvudsak av gräsmarker. Trakten runt Douglas Lake Indian Reserve 3 är nära nog obefolkad, med mindre än två invånare per kvadratkilometer.